# Chlaeniellus nigricornis
Chlaeniellus nigricornis  ist ein Käfer aus der Familie der Laufkäfer. Als deutsche Namen findet man Schwarzfühler-Grünkäfer, Sumpfwiesen-Sammetläufer, im Internet Schwarzhörniger Samtlaufkäfer und Sumpf-Samtläufer. Dabei ist der Namensteil "Schwarzfühler" beziehungsweise "Schwarzhörnig" die Übersetzung von "nigricornis". Der Wortteil "Samt" beziehungsweise "Sammet" bezieht sich auf die seidige Behaarung von Brustschild und Flügeldecken. Chlaeniellus ist eine zur Gattung erhobene Untergattung von Chlaenius.

## Merkmale des Käfers
| Abb. 1: Vorderansicht Abb. 2: Aufsicht | Abb. 3: Brustschild Abb. 4: Supraorbitalseta |
| Abb. 5: Fühler                         |                                              |

Der Käfer hat die Form eines typischen Laufkäfers, flach mit kräftigen Laufbeinen, den Kopf nach vorn gestreckt. Er erreicht eine Länge von neun bis knapp dreizehn Millimeter.
Die Mundwerkzeuge zeigen nach vorn. Die Oberkiefer sind außen gefurcht und haben dort keine Borste. Die Endglieder von Lippen- und Kiefertaster sind breit abgestutzt verrundet (Abb. 1). Die Unterkiefer haben eine zweigliedrige Außenlade. Auf dem Kopf entspringt neben dem oberen Seitenrand der Augen je nur eine Borste (Supraorbitalseta, Abb. 4). Die elfgliedrigen Fühler sind fadenförmig und schwarz, nur das erste Fühlerglied und höchstens die Basis des zweiten sind gelbbraun. Erst ab dem 4. Glied sind sie fein behaart und erscheinen deswegen matt, die Glieder eins bis drei haben höchstens am distalen Rand vereinzelte Borsten (Abb. 5).
Der seitlich gerandete Halsschild ist von oben betrachtet an der Seite durchgehend nach außen gewölbt, die Hinterecken abgerundet (Abb. 1, 3). Dadurch unterscheidet sich die Art von den farblich ähnlichen Arten Chlaenius nitidulus und Chlaenius tibialis. Die Punktierung des Halsschildes ist mäßig dicht und überall ziemlich gleichmäßig. (Bei Chlaenius nitidulus wird die Punktierung nach hinten deutlich dichter). Wie der Kopf ist der Halsschild lebhaft kupfrig golden gefärbt oder nur grün mit Kupferschimmer. Die an der Mittelbrust seitlich über der Brustplatte liegende Chitinplatte (Episternum der Mittelbrust) und die Seite der Vorderbrust sind wenig glänzend.
Die einfarbig grünen Flügeldecken sind golden behaart (in Abb. 3 rechts unten gut sichtbar) und gestreift. Der erste Punktstreifen verläuft neben dem Schildchen und ist stark verkürzt, parallel zur Flügeldeckennaht verlaufen weitere acht bis neun Punktstreifen. Die Zwischenräume zwischen den Streifen sind kaum erhöht. Am Hinterende sind die Flügeldecken gemeinsam verrundet.
Die Farbe der Beine variiert von schwarz über rotbraun bis gelbrot. Die Tarsen sind fünfgliedrig. Die ersten drei Glieder der Vordertarsen sind bei den Männchen rechteckig erweitert.

## Biologie
Der Lebenszyklus ist einjährig. Die Überwinterung erfolgt als fertiger Käfer. Die Fortpflanzung erfolgt im Mai und Juni. Bei einigen Arten der Gattung betreibt das Weibchen eine einfache Art von Brutfürsorge durch das Herstellen eines Sackes aus miteinander verklumpten Erdkrümeln, in den die Eier abgelegt werden. Die Larven und die adulten Käfer leben räuberisch.

## Verbreitung
Der Käfer ist feuchtigkeitsliebend. An die Bodenbeschaffenheit stellt er sonst keine weiteren Ansprüche. Er kommt sowohl an sandigen als auch an sandig-schlammigen stehenden oder fließenden Gewässern vor, in Sümpfen, auf nassen Wiesen oder in Erlenbrüchen. Man kann die adulten Käfer von Frühjahr bis Herbst antreffen.
Außer von Portugal und einigen Mittelmeerinseln liegen aus ganz Europa Fundmeldungen vor. Die eigentlich westpaläarktische Art strahlt auch ins ostpaläarktische Gebiet aus.